# Howard Nathan
Howard Nathan (Peoria, 21 gennaio 1972 – Peoria, 28 luglio 2019) è stato un cestista statunitense, professionista nella NBA.